# Adriano Musi
Adriano Musi (Arpino, 11 giugno 1948) è un sindacalista e politico italiano.

## Biografia
Ha ricoperto il ruolo di segretario generale aggiunto alla UIL. Presidente del Movimento Repubblicani Europei, è stato eletto nelle elezioni politiche del 2006 alla Camera dei deputati nella lista de l'Ulivo.
Alle elezioni politiche del 2008 è stato eletto al Senato per il Partito Democratico, ricoprendo il ruolo di vicepresidente della Commissione Finanze e tesoro di Palazzo Madama. È stato uno dei due senatori, con Luciana Sbarbati, del Mre all'interno del gruppo del Partito Democratico. È presidente dell'associazione Giovane Europa.. Non ha seguito la collega Sbarbati nell'adesione alla Costituente di Centro ed è rimasto nel gruppo del Partito Democratico al Senato. Dal giugno 2010 all'ottobre 2011 ha ricoperto il ruolo di commissario del PD in Calabria a seguito della nomina da parte del partito a livello nazionale. Nel 2013 conclude il proprio mandato parlamentare.